# 大沟林业开发管理区
大沟林业开发管理区是中华人民共和国湖北省十堰市丹江口市下辖的一个类似乡级单位。

## 行政区划
下辖以下地区：
瓦房槽村、杨峪河村、油瓶观村、柿子坪村、曹家店村和稻田坪村。